# Philipp Marzen
Philipp Marzen (* 27. Februar 1909) war ein deutscher Jurist.
Marzen war ab dem Jahr 1960 Präsident des Landesarbeitsgerichts Saarland, danach von 1971 bis 1974 Präsident des Oberverwaltungsgerichts des Saarlandes und zugleich Präsident des Verfassungsgerichtshofs des Saarlandes. Er war seit 1928 Mitglied der katholischen Studentenverbindung K.D.St.V. Langobardia München.

## Ehrungen
- 1974: Großes Verdienstkreuz der Bundesrepublik Deutschland